# Seemann (Lied)
Seemann ist ein Lied der deutschen Neue-Deutsche-Härte-Band Rammstein. Es ist die zweite Single aus ihrem Debütalbum Herzeleid. Sie wurde am 8. Januar 1996 ausgekoppelt und wurde von Jacob Hellner und Carl-Michael Herlöfsson produziert. Das Lied ist die erste Ballade der Band. Bekannt ist es vor allem wegen der ungewöhnlichen Live-Aufführung, bei der für gewöhnlich Keyboarder Flake mit einem Schlauchboot auf der Zuschauermenge vor der Bühne getragen wird.

## Hintergrund
Wie auch Du riechst so gut gehörte Seemann zu einem Demo für den Wettbewerb des Senats von Berlin im Februar 1994, damals noch unter dem Titel Komm in mein Boot. Die erste bekannte Live-Aufführung fand am Silvesterabend 1994 in Saalfeld statt. Es wurde dann auf der Tour zum Album Herzeleid ständig gespielt. Dabei wurde die Live-Performance etabliert, bei der Flake von den Zuschauern im Schlauchboot sitzend getragen wird, oft weit hinaus bis zum Mischpult und zurück zur Bühne. Später wurde diese Showeinlage beim Lied Haifisch durchgeführt. Nachdem das Lied ab 1999 nicht mehr aufgeführt wurde, kehrte es bei der Tour zum Album Liebe ist für alle da für einige Zeit in die Setlist zurück.

## Musikvideo
Das im Dezember 1995 in Hamburg unter der Regie von Lazlo Kadar gedrehte Musikvideo zeigt die Bandmitglieder Schneider, Riedel, Landers und Kruspe, die ein Boot durch den Sand ziehen, auf dem Till Lindemann und Flake stehen. Zwischendurch wird eine Prostituierte (Anne Minnemann) gezeigt. Später sieht man, wie Lindemann kielgeholt wird. Das Boot geht in Flammen auf. Videopremiere war am 8. Januar 1996.

## Coverversionen
2003 coverte die finnische Band Apocalyptica gemeinsam mit Nina Hagen das Stück. Es wurde am 6. Oktober 2003 als Single aus ihrem Album Reflections ausgekoppelt. Das Stück wurde von Mikko Raita gemischt und produziert. Diese Version erreichte in Deutschland Platz 13, in der Schweiz Platz 73, in Österreich Platz 35 und in Finnland Platz 18 der Charts. Auch von Rummelsnuff existiert eine Coverversion.

## Single
Titelliste
1. Seemann
2. Der Meister
3. Rammstein in the House (Timewriter RMX)